# Nelson Ramos
Nelson Ramos (Dolores, Soriano, 19 de diciembre de 1932 - Montevideo, 2 de febrero de 2006) fue un artista visual uruguayo.

## Biografía
Parte de su infancia la pasó en Juan Lacaze, Colonia, donde su padre era ayudante de arquitecto. En 1951 ingresó a la Escuela Nacional de Bellas Artes donde recibió la formación de Ricardo Aguerre, José María Pagani, Felipe Seade y Vicente Martín. En 1953 creó junto a Raúl Catellani, Glauco Teliz, Bolívar Gaudín, Yamandú Aldama, Silvestre Peciar y Pascual Gríppoli el grupo La Cantera, cuyo nombre alude a las canteras del ferrocarril de Las Piedras.
En 1959 obtuvo una beca para formarse en Río de Janeiro con Iberé Camargo y el grabador Johnny Friedlaender y colaboró como ilustrador de diarios y publicaciones brasileños. En 1962 recorrió España, Francia e Italia gracias a una beca del Ministerio de Educación y Cultura de Uruguay.
Desde los años 1960 comenzó a explorar los objetos cotidianos por medio de instalaciones. Fundó en 1971 el Centro de Expresión Artística (CEA) donde durante más de 30 años formó a numerosos artistas. En los años 1970 su investigación se centró en pinturas blancas cortadas por líneas hasta que, en los años 1980, la línea se transformó en materia: palitos, papeles, cajas, en composiciones volumétricas. 
En 1963 y 1985 representó a Uruguay en la Bienal de San Pablo, en 1991 en la IV Bienal de La Habana y en 1997 en la XLVII Bienal de Venecia. 
En 1996 recibió de parte del Banco Central del Uruguay el Premio Figari por su destacada trayectoria y aporte al arte visual uruguayo. En 1995 recibió el premio Fraternidad, de la filial uruguaya de B'nai B'rith.
En 2016, el Museo Nacional de Artes Visuales de Montevideo realizó una exposición antológica de su obra, para la cual se reeditaron instalaciones que nunca antes habían sido mostradas en su país.